# Trường đua Sachsenring
Trường đua Sachsenring là một trường đua xe chuyên dụng nằm ở thị trấn Hohenstein-Ernstthal, bang Sachsen, Đức Trường đua hiện đang đăng cai chặng đua MotoGP Đức của giải đua MotoGP.

## Lịch sử

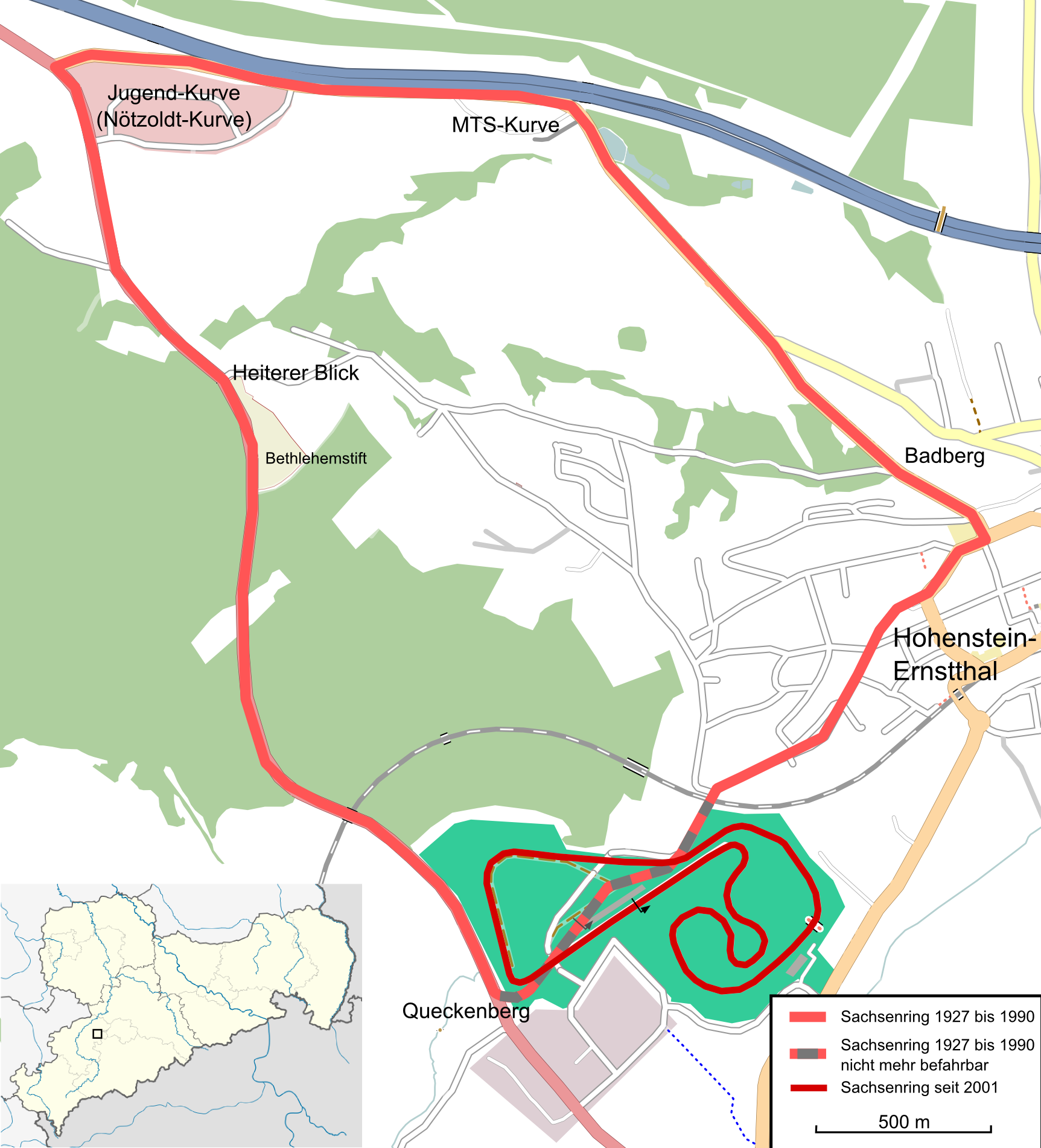
So sánh trường đua Sachsenring cổ-với trường đua hiện tại (vùng màu xanh ở phía dưới)

Các cuộc đua đường phố bắt đầu được tổ chức ở khu vực xung quanh Sachsenring từ những năm 1927. Chiều dài vòng đua hơn 8.6 km. Giải đua lớn đầu tiên được tổ chức ở Sachsenring là giải MotoGP Đức vào năm 1934 (thời điểm này chưa có giải MotoGP vô địch thế giới).
Sau chiến tranh thế giới thứ hai, Sachsenring thuộc lãnh thổ Cộng hòa dân chủ Đức và từ năm 1958 nó bắt đầu đăng cai giải đua MotoGP Đông Đức. Từ năm 1961-1972, giải đua MotoGP Đông Đức được sắp nhập và trở thành một chặng đua của giải MotoGP vô địch thế giới. Những tay đua chiến thắng nhiều nhất phải kể đến Giacomo Agostini và Mike Hailwood.
Sau khi nước Đức thống nhất, trường đua Sachsenring có hai lần cải tạo lớn vào các năm 1996 và 2003, chiều dài vòng đua được rút ngắn xuống còn khoảng hơn 3.6 km.
Từ năm 1998-nay (trừ năm 2020 do đại dịch COVID-19), trường đua giành được quyền đăng cai chặng đua MotoGP Đức trở lại. Tay đua chiến thắng nhiều nhất trong giai đoạn này là Marc Marquez.

## Các kỷ lục vòng chạy
Dưới đây là các kỷ lục vòng chạy của các giải đua được tổ chức ở trường đua Sachsenring:
| Giải đua                                  | Thời gian                                 | Tay đua                                   | Xe                                        | Sự kiện                                   |
| Kiểu đường Grand Prix 3.645 km (2003-nay) | Kiểu đường Grand Prix 3.645 km (2003-nay) | Kiểu đường Grand Prix 3.645 km (2003-nay) | Kiểu đường Grand Prix 3.645 km (2003-nay) | Kiểu đường Grand Prix 3.645 km (2003-nay) |
| ----------------------------------------- | ----------------------------------------- | ----------------------------------------- | ----------------------------------------- | ----------------------------------------- |
| ADAC Formula 4                            | 1:18.362                                  | Fabio Scherer                             | Tatuus F4-T014                            | 2017 Sachsenring ADAC Formula 4 round     |
| GT3                                       | 1:18.603                                  | Luca Stolz                                | Mercedes-AMG GT3                          | 2017 Sachsenring ADAC GT Masters round    |
| GT1                                       | 1:19.602                                  | Nicky Catsburg                            | Chevrolet Corvette C6.R                   | 2011 FIA GT1 Sachsenring round            |
| MotoGP                                    | 1:21.228                                  | Marc Márquez                              | Honda RC213V                              | 2019 German motorcycle Grand Prix         |
| Moto2                                     | 1:23.767                                  | Remy Gardner                              | Kalex Moto2                               | 2021 German motorcycle Grand Prix         |
| Moto3                                     | 1:26.714                                  | Can Öncü                                  | KTM RC250GP                               | 2019 German motorcycle Grand Prix         |
| TCR Touring Car                           | 1:26.749                                  | Luca Engstler                             | Hyundai i30 N TCR                         | 2018 Sachsenring TCR Germany round        |
| GT4                                       | 1:27.914                                  | Mads Siljehaug                            | KTM X-Bow GT4                             | 2019 Sachsenring ADAC GT4 round           |
| MotoE                                     | 1:28.322                                  | Niki Tuuli                                | Energica Ego                              | 2019 German motorcycle Grand Prix         |